# 烏魯伯格經學院
烏魯伯格經學院，是位於烏茲別克撒馬爾罕歷史中心的一座伊斯蘭學校，同時也是聯合國教科文組織所認定的世界遺產。它與其他古蹟一起形成雷吉斯坦廣場上的建物群。烏魯伯格經學院建於1417年至1421年之間，由當時帖木兒帝國時期的撒馬爾罕統治者烏魯伯格所建。他是帖木兒的孫子及著名天文學家，並於1447年至1449年間成為埃米爾。
烏魯伯格經學院是帖木兒帝國的重要教育中心，此處也教出了當時最傑出的一些學者，包括宗教學者及世俗學者。它是雷吉斯坦廣場上最古老的建築，是唯一一座建於15世紀的建築，更是廣泛清真寺、商隊驛站、巴剎、哈納卡（蘇非派活動中心）建築群的唯一倖存者。接續建在雷吉斯坦廣場的建物是舒爾-多爾經學院，它位在烏魯伯格經學院的正對面。

## 歷史背景
烏魯伯格經學院是烏魯柏格在其祖父帖木兒創立的帝國首都撒馬爾罕所建的幾座功業之一，他是這座城市教學、文化和科學的偉大資助者。帖木兒從1409年便開始統治帝國，然而，烏魯柏格的父親沙哈魯在其統治時期改赫拉特為國都。烏魯伯格本身也是一位在天文學領域十分傑出的學者和科學家，主要以其高度準確的星圖而聞名，而且這些星圖是在沒有使用望遠鏡的情況所製。
儘管通常很多人將伊斯蘭學校描述為一所大學，但一些學者（尤其是皮爾·丘文）認為與現今的大學相比，把它當作一所真正的大學可能有些誇張，因為其教學內容與伊斯蘭教過於密切相關。此外，這與其創辦人烏魯伯格看待學習的方式是一致的：儘管烏魯伯格是一名科學家，但它同時也是一名非常虔誠的穆斯林，他認為學習是對真主創造宇宙的崇敬行為，因此把他當作理性主義者是所謂的時代謬誤。
很明顯，烏魯伯格的世界觀和興趣，顯而易見地反映在經學院。例如，它完全尊重伊斯蘭教對偶像崇拜的禁令，裝飾元素主要使用幾何圖案和書法，這也常見於大多數的伊斯蘭建築。儘管如此，整體的外表面還是獲得了相當大的自由度。外牆的馬賽克磚，形成令人驚嘆的“星座”圖案，可以解釋為對烏魯伯格對天文學的熱情。事實上，眾所周知，在以伊斯蘭學校為設計建造之前，烏魯伯格經學院的一部分曾被用作天文台—烏魯伯格天文台，由於它在1449年烏魯伯格死後不久被宗教狂熱分子摧毀，因此現今幾乎沒有被保留下來。除了這所烏魯伯格曾經任教的經學院，還有兩所皆以它的名字命名，分別位於布哈拉及吉日杜萬，然而有些學者認為這兩所為其兒子阿不都·剌迪甫所建。
考慮到這三所同以烏魯伯格命名的伊斯蘭學校，在格局和高度方面有高度相似性，它們可能有著相同的建築師。眾所周知，位於布哈拉的伊斯蘭學校，建築師是伊斯邁爾·賓·希爾·賓·馬哈穆·伊斯法罕，他可能是帖木兒軍隊在伊朗伊斯法罕俘虜一位建築大師及工匠的後裔，被迫留在帖木兒帝國中亞的領土。

## 建築

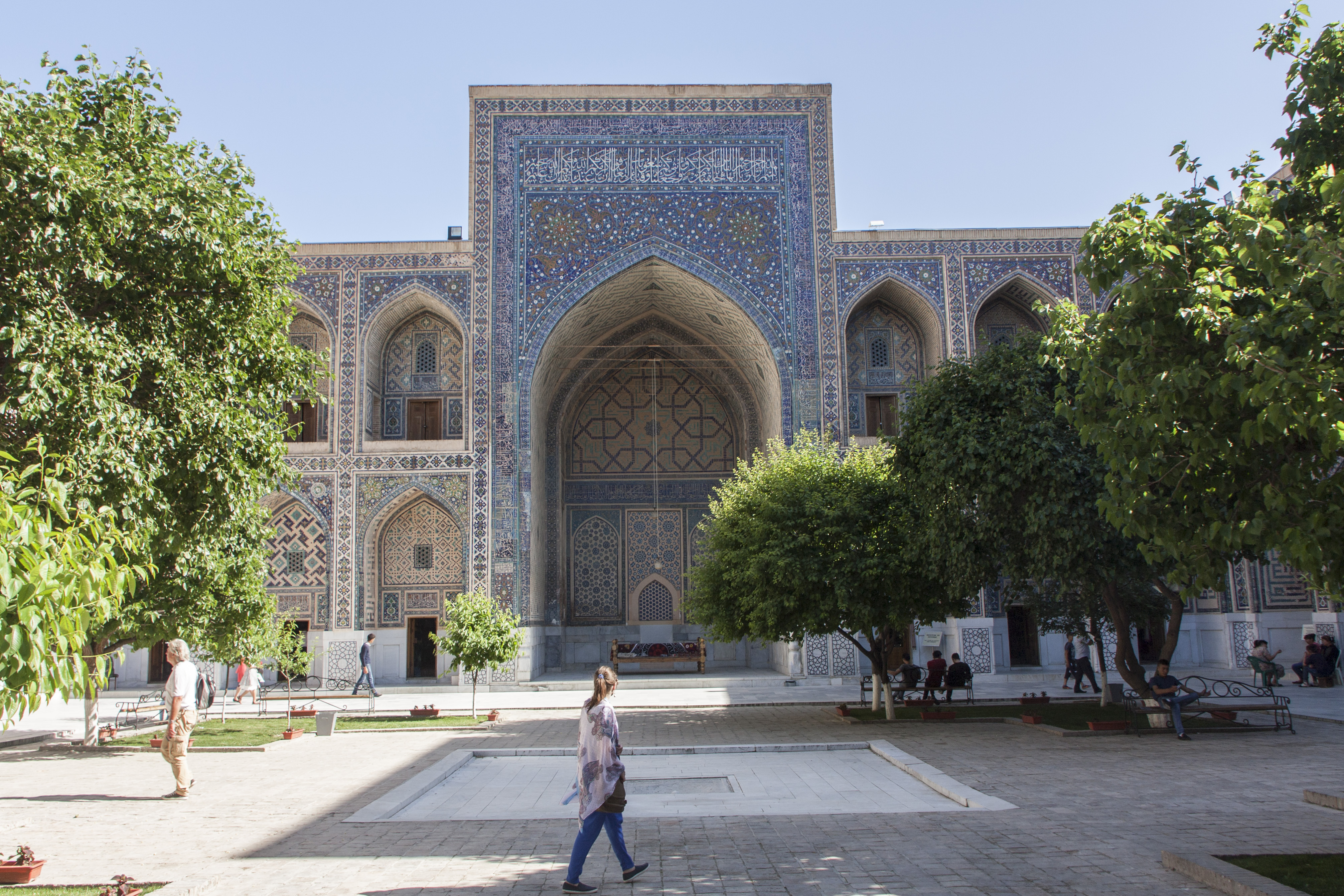
烏魯伯格經學院的內庭

烏魯伯格經學院的平面成矩形，邊長為56公尺x81公尺，經學院的四個角落皆有一個33公尺高的叫拜樓。每一邊都包含了兩層樓的空間，並環繞著一個內庭。經學院的入口是由三個連續的伊萬構成。在最外側朝向雷吉斯坦廣場的伊萬，有著35英尺高的皮西塔克（是其他建物高度的兩倍），且佔了經學院側面積的三分之二。在這上面，有一行庫法體銘文寫著：“這宏偉立面的高度是天空的兩倍，所占重量之大，以至於地球的自轉被延遲了。”接續最外側的伊萬，還有另一個較小的伊萬，並可經過此進入第三個面向內庭的伊萬。
經學院內庭邊長為30公尺x40公尺，周圍環繞著一個兩層樓的長廊，在這有通往50個學生宿舍的入口。每個長廊的中心都有一個伊萬。西側可通往位於經學院後方的狹長形清真寺，那裡展出了幾件作品，包括17世紀的歐洲版畫和文件。其中一幅版畫展示了以歐式畫風呈現的烏魯伯格。在庭院的每個角落都有讀經教室 ，其上方皆有圓頂。在這些讀經教室以西為禮拜大殿，以東則為主伊萬 。幾乎後來所有中亞的伊斯蘭學校都採用了在角落設置讀經教室的設計，但近期的伊斯蘭學校會將角落其中一間讀經教室改為祈禱室所用，而非將祈禱室設在建物後方。
烏魯伯格經學院整體的外表面皆覆蓋著多種裝飾元素，包括使用了班納伊、阿茲勒赫瓷磚、哈夫蘭吉瓷磚、彩釉陶器、鑲嵌藝術及錫釉彩陶。大理石則是用於牆裙和造型。上述所形成的裝飾主要皆呈吉里赫圖形，但也有花卉圖案和庫法體銘文。建物呈黃褐色的底色，有助於凸顯綠色、黃色、綠松色、淺藍色及深藍色的釉。在大門皮西塔克的裝飾中，裝飾著一整套藍色星星，展現了 烏魯伯格對天文學的熱情。